# Ouragan Jose (2017)
Pour les articles homonymes, voir Cyclone tropical Jose.
L’ouragan Jose est le onzième système tropical et le troisième ouragan majeur de la saison cyclonique 2017 dans l'océan Atlantique nord. Formé dans la traînée de l'ouragan Irma, à partir d'une onde tropicale sortie de la côte africaine, il s'est intensifié rapidement en arrivant près des Petites Antilles. Menaçant de se propager le long de la même trajectoire que son prédécesseur, Jose atteignit la catégorie 4 mais vira soudainement vers le nord et erra plusieurs jours entre les Bahamas et les Bermudes puis il est remonté lentement vers le nord en faisant une courbe entre la côte est des États-Unis et les Bermudes.

## Évolution météorologique

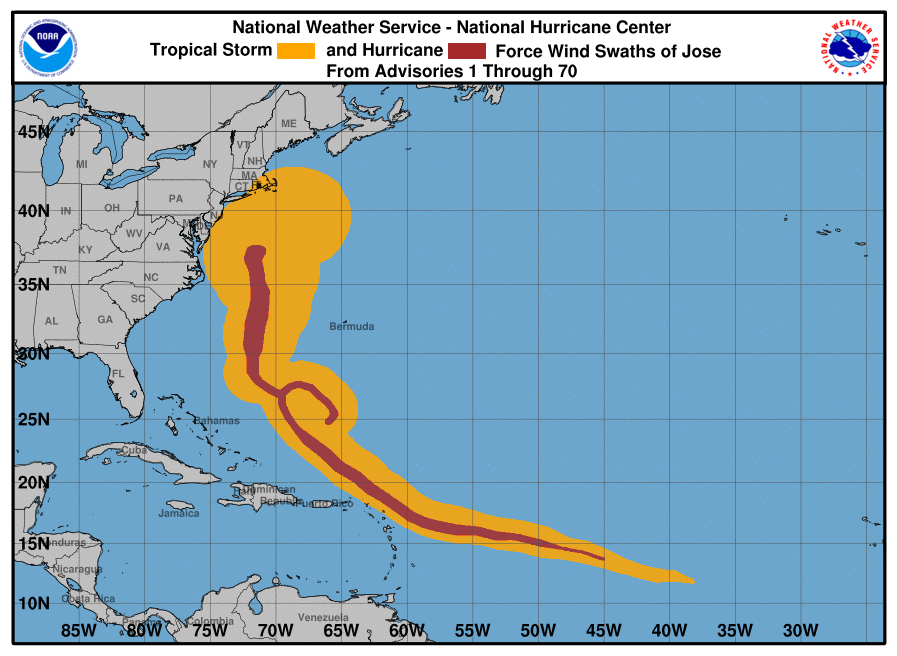
Largeur du corridor des vents de force d'ouragan (rouge) et de tempête tropicale (orange) le long de la trajectoire de Jose.

La tempête tropicale Jose se forma le 5 septembre à partir d'une onde tropicale à l'est des Petites Antilles. Elle devient en quelques heures un ouragan de catégorie 1 le 6 septembre 2017. Le 7 septembre, l'ouragan Jose passe en catégorie 3 avec des vents à 195 km/h alors qu'il se trouve à plus de 900 km des terres et se dirige à 30 km/h vers le nord-ouest. Le 8 septembre, le National Hurricane Center le classe en catégorie 4 avec des vents de 240 km/h à 700 km à l'est-sud-est de la portion nord des Petites Antilles. Sa trajectoire prévisionnelle semble alors l'éloigner des îles des Petites Antilles du nord, en particulier Antigua et Barbuda, Saint-Martin et Anguilla, déjà totalement dévastées par le passage de l'ouragan Irma quelques jours auparavant.
Au soir du 8 septembre 2017, toutes ces îles repassent cependant en alerte rouge avant l'arrivée de l'ouragan qui doit passer le lendemain de 50 à 150 km au nord de leurs côtes et quand même donner des vents attendus à 130 à 150 km/h.
L'ouragan a atteint son intensité maximale vers 23 h locale (3 h UTC). Il fut estimé à l'époque que les vents soutenus maximaux étaient de 250 km/h et la pression centrale de 938 hPa. Après réanalyse des données, le National Hurricane Center a confirmé ce résultat dans son rapport final.
Au cours de la journée du 9 septembre, l'ouragan s'oriente subitement vers le nord, s'écartant nettement des îles du Nord des Petites Antilles,. Jose fit ensuite une boucle dans le sens horaire entre les Bermudes et les Bahamas durant plusieurs jours, tout en s'affaiblissant. Le système redevint une tempête tropicale le 14 septembre.
Le 15 en après-midi, Jose reprit de la vigueur et repassa au niveau d'ouragan en commençant à sortir de sa trajectoire en boucle à 785 km au sud-ouest des Bermudes. Le 17 septembre, l'ouragan est passé à mi-chemin entre les Bermudes et la côte de la Caroline du Nord, changeant graduellement sa trajectoire vers le nord puis le nord-est pour passer au large des côtes nord-américaines.
Le soir du 19 septembre, le système est passé sous le seuil d'ouragan et redevenu une tempête tropicale à 375 km au sud de Nantucket, Massachusetts, mais avec encore une longue vie en prévision. Par la suite, Jose s'est mis à faire une nouvelle boucle dans le sens horaire à environ 250 km au sud de Nantucket, soit à la limite entre le Gulf Stream et de l'eau plus froide, tout se faisant repousser vers le sud par un anticyclone se bâtissant sur la Nouvelle-Angleterre. Le 21 septembre, le NHC prévoyait une transition post-tropicale dans les 24 heures suivantes.  Jose est finalement devenu post-tropical à 3 h UTC le 22 septembre (23 h locale le 21) mais le NHC a continué de suivre ce système les jours suivants alors qu'il dérivait au large des côtes, affectant la région du cap Cod.

## Préparatifs

### Antilles
Le gouvernement d'Antigua et Barbuda  évacua tous les 1 600 résidents de l'île de Barbuda vers Antigua alors que Jose qui semblait s'y diriger. En effet, l'île qui fut complètement dévastée par Irma quelques jours plus tôt, n'offrait plus aucun refuge à la population.
Les femmes et les enfants de Saint-Martin ont tenté de fuir l'île, bien que les hommes soient restés. Toutes les liaisons aériennes et maritimes avec Saint-Barthélemy furent interrompues le temps du passage de l'ouragan.
Le gouvernement des Bahamas a fermé l'aéroport international de Nassau et a ordonné l'évacuation des îles les plus menacées.

### Côte Est de l'Amérique du Nord et Bermudes
Des veilles de tempêtes tropicales furent émises le 17 septembre pour les côtes entre le New Jersey et le cap Cod. Bien que Jose devait passer au large, les vents étaient pour causer une grosse mer au large et une forte onde de tempête sur la côte. La côte sud-est du Massachusetts, incluant le Cap Cod et Nantucket, fut mis en alerte de tempête tropicale le 18 septembre en mi-journée.

## Impact

### Antilles
Grâce au changement de trajectoire de Jose, les effets sur les Antilles furent minimes. Ainsi selon Météo-France, à Saint-Martin et Saint-Barthélemy les vents soufflèrent en moyenne de 35 à 40 km/h, avec des rafales maximales à 80 km/h.

### Bermudes et côte Est
Le 18 septembre, le centre de Jose est passé entre les Bermudes et la Caroline du Nord, bien loin de toute terre. Cependant, sa bordure externe donna des rafales de vent jusqu'à 74 km/h, de la forte houle à ces deux endroits, ainsi qu'un peu de pluie aux Bermudes,.
Le 19 septembre, les fortes vagues et la houle cyclonique de Jose inondèrent des portions des Outer Banks de Caroline du Nord, provoquant la fermeture de sections de la route 14 qui les traversent. La tempête a donné de forts vents et de la pluie à Ocean City, Maryland et l'onde de tempête inonda un stationnement à Ocean City Inlet. Les vagues ont aussi sectionné une dune et inondé une partie de la route 1 du Delaware dans le comté de Sussex, obligeant à dévier la circulation. Les vagues ont aussi causé l'érosion des plages le long du rivage du New Jersey, inondé la rue le long de la côte à North Wildwood et la route entre Avalon et Sea Isle City. Une femme est fut retrouvée inconsciente sur la plage à Asbury Park (New Jersey), victime du courant d'arrachement. Elle est morte à l'hôpital le lendemain.
Sur la côte du Massachusetts, le NHC rapporta qu'une station non officielle sur l'île de Martha's Vineyard a rapporté des vents de 63 km/h et des rafales de 83 km/h le 21 septembre au matin, alors que l'aéroport de Nantucket signalait des rafales à 80 km/h depuis la veille.
Les spécialistes de l'Institut d'études géologiques des États-Unis installèrent 17 capteurs de marée dans trois États le long des côtes visées par l'onde de tempête : sept au Connecticut, sept au Massachusetts et trois au Rhode Island. Ces instruments furent mis en place pour recueillir des informations sur les effets de l'ouragan sur la côte.